# イフェンプロジル
イフェンプロジル（Ifenprodil）は、NMDA受容体、特にGluN1（グリシン結合NMDA受容体サブユニット1）およびGluN2B（グルタミン酸結合NMDA受容体サブユニット2）の阻害剤である。 またイフェンプロジルは、GIRKチャネルを阻害し、アドレナリンα1受容体、セロトニン受容体、Σ受容体と相互作用する。日本やフランスなどで、酒石酸イフェンプロジルが脳血管拡張剤として販売されている。

## 効能・効果
脳梗塞後遺症、脳出血後遺症に伴う眩暈の改善

## 副作用
重大な副作用は知られていない。最も多い副作用は 口渇 (0.25%)、次いで 悪心･嘔気 (0.23%)、AST(GOT)上昇 (0.21%)、食欲不振 (0.20%) 等が続く:25。

## 作用機序
NMDA受容体は、4つのサブユニットからなる多量体のリガンド依存性グルタミン酸受容体である。機能発現にはGluN1が必須である。他のサブユニットとしては、GluN2A、GluN2B、そして最近発見されたGluN3サブユニットがある。イフェンプロジルは、GluN2Bサブユニットを含むNMDA受容体を選択的に阻害する。

## 研究開発
SARS-CoV2感染症を対象とした第III相臨床試験と、特発性肺線維症を対象とした第II相臨床試験が実施されている。

## References
1. ↑  “Ifenprodil is a novel type of N-methyl-D-aspartate receptor antagonist: interaction with polyamines”. Mol. Pharmacol. 36 (5):  758–65. (1989). PMID 2555674.
2. ↑  “Neurosteroid modulation of N-methyl-d-aspartate receptors: Molecular mechanism and behavioral effects”. Steroids 76 (13):  1409–18. (Dec 2011). doi:10.1016/j.steroids.2011.09.002. PMID 21925193.
3. ↑  Kobayashi, Toru; Washiyama, Kazuo; Ikeda, Kazutaka (3 August 2005). “Inhibition of G Protein-Activated Inwardly Rectifying K+ Channels by Ifenprodil”. Neuropsychopharmacology 31 (3):  516–524. doi:10.1038/sj.npp.1300844. PMID 16123769.
4. ↑   The Merck Index (Thirteenth Edition). Whitehouse Station, NJ: Merck Research Laboratories Division of Merck & Co., Inc.. (2001). p. 878
5. ↑  “セロクラール錠10mg／セロクラール錠20mg／セロクラール細粒４％ 添付文書”. www.pmda.go.jp.   PMDA. 2021年5月10日閲覧。
6. ↑  “セロクラール錠10mg／セロクラール錠20mg／セロクラール細粒４％ インタビューフォーム”.   PMDA. 2021年5月10日閲覧。
7. ↑  “Ifenprodil - Algernon Pharmaceuticals - AdisInsight”. adisinsight.springer.com. 2021年3月25日閲覧。